# Helmut Bischoff
Helmut Bischoff, född 1 mars 1908 i Glogau, död 5 januari 1993 i Hamburg, var en tysk promoverad jurist, nazistisk ämbetsman och SS-Obersturmbannführer. Under andra världskriget var han chef för Gestapo i Posen och Magdeburg. Från 1943 till 1945 var Bischoff säkerhetschef för Tysklands V-vapenprogram.

## Biografi
Helmut Bischoff föddes i Glogau (Głogów), som då tillhörde Kejsardömet Tyskland. Han blev år 1923 medlem av det paramilitära Bund Wiking, som hade bildats samma år av medlemmar ur den förbjudna Organisation Consul. Bischoff studerade rättsvetenskap vid universiteten i Leipzig och Genève. Efter avlagda statsexamina och promovering till juris doktor år 1934 verkade han som assessor i Schweidnitz och Strehlen i södra Schlesien. Bischoff inträdde i NSDAP år 1930 och i SA tre år senare. I november 1935 blev han medlem av SS och tillsattes som chef för Gestapo i Liegnitz. Året därpå blev han chef för Gestapo i Lüneburg och 1937 utsågs han till motsvarande post i Köslin.

### Einsatzgruppen och Gestapo
Den 1 september 1939 anföll Tyskland sin östra granne Polen och andra världskriget inleddes. Efter de avancerande tyska arméerna följde särskilda mobila insatsgrupper, Einsatzgruppen, vilka hade i uppdrag att eliminera polsk intelligentia och polska judar. Bischoff utnämndes till befälhavare för Einsatzkommando 1 inom Einsatzgruppe IV, som följde 4:e tyska armén. Einsatzkommando 1 opererade i områdena Pommern, Podlasien och Warszawa. Bischoff rekryterade huvudsakligen män med erfarenhet av polistjänst vid den tysk-polska gränsen och han gav order om att polska män skulle skjutas oavsett om de var beväpnade eller inte.
Den 3 september 1939 ägde den så kallade blodiga söndagen i Bydgoszcz (Bromberg) rum. Alla omständigheter kring händelsen är inte klarlagda, men enligt uppgift hade polska trupper blivit beskjutna av personer ur den tyska minoriteten i staden. Mellan 40 och 50 polacker och mellan 100 och 300 tyskar dödades. Som repressalieåtgärd beordrade Bischoffs överordnade, Lothar Beutel, att Einsatzgruppe IV skulle ta gisslan och skjuta den; omkring 80 polacker sköts under de närmaste dagarna, men offersiffran kan vara betydligt högre. Bischoffs enhet deltog i denna vedergällning.

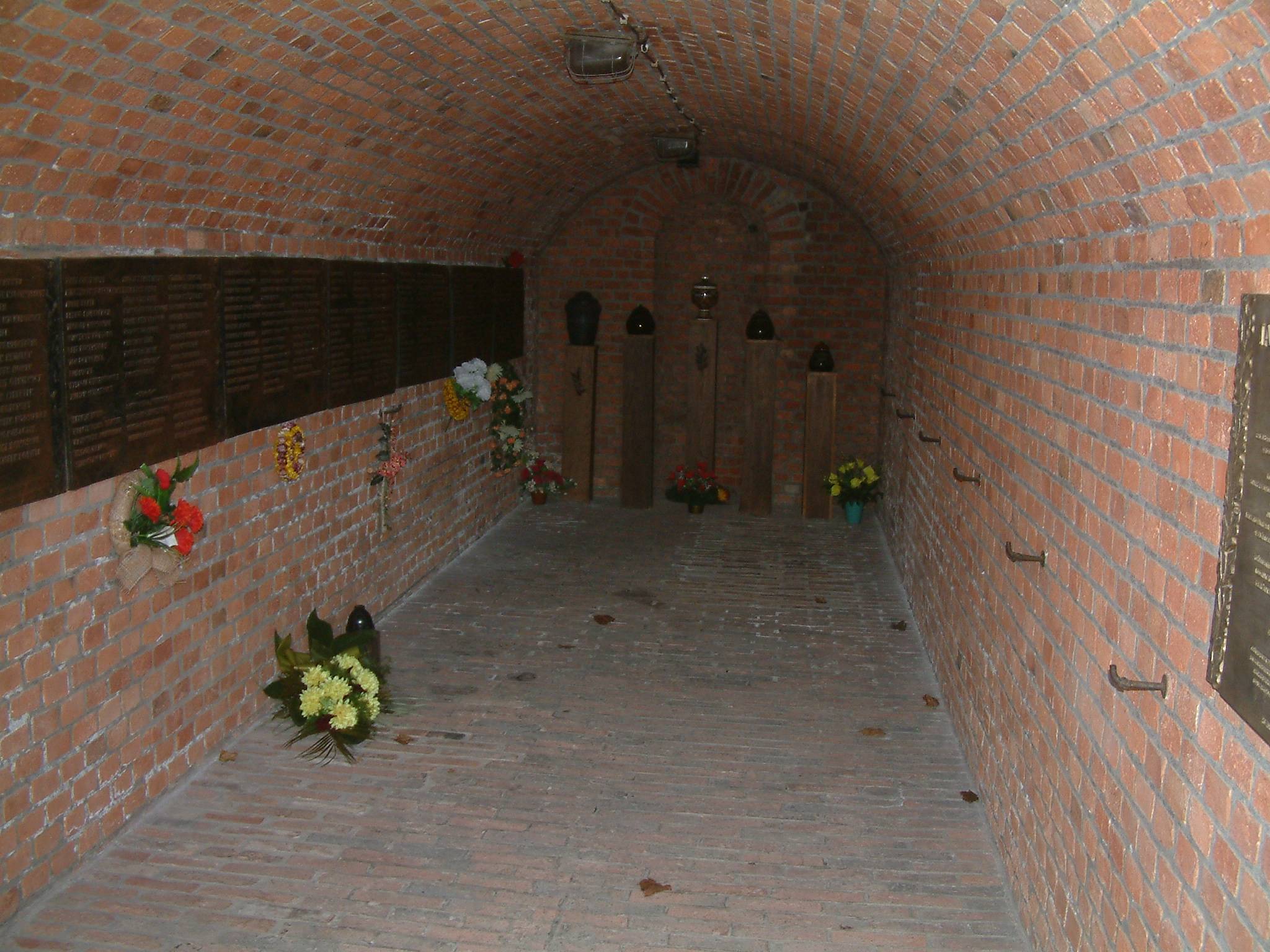
Experimentell gaskammare i Fort VII.

I oktober 1939 omvandlades de mobila insatsgrupperna till stationära polisenheter och Bischoff utnämndes till Gestapo-chef i Posen (Poznań). I denna egenskap hade han jurisdiktion över Fort VII, vilket var det första koncentrationslägret på polsk mark. Fångarna utgjordes i huvudsak av personer inom intelligentian i Wielkopolska. I oktober 1939 företogs i Fort VII experiment med att gasa ihjäl fångar. Inom ramen för Nazitysklands så kallade eutanasiprogram Aktion T4 mördades omkring 400 patienter från psykiatriska kliniker i Poznań och Owińska med kolmonoxid i en av fortets bunkrar. Patienterna fördes till Fort VII av SS-Sonderkommando Lange under befäl av Herbert Lange.
I september 1941 efterträdde Bischoff Albert Leiterer som chef för Gestapo i Magdeburg. Han lät under 1942 och 1943 deportera Magdeburgs återstående judiska befolkning och därtill judar från Stendal, Dessau, Bernburg och Aschersleben till Theresienstadt och Auschwitz-Birkenau. Han gav även order om att polska tvångsarbetare skulle avrättas.

### Säkerhetschef för V-vapenprogrammet
Bischoff anställdes i slutet av år 1943 vid Hans Kammlers stab. Kammler var chef för kontraspionaget vid Tysklands V-vapenprogram, vilket inbegrep de aerodynamiska robotarna V-1 och V-2 samt kanonen V-3. Bischoff fick ansvar för säkerheten vid Mittelwerk, en gigantisk underjordisk fabriksanläggning under berget Kohnstein i närheten av Niedersachswerfen. Mittelwerk försågs med tvångsarbetare från Dora-Mittelbau. Som säkerhetschef var det Bischoffs uppgift att motverka och förhindra upprors- och sabotageförsök från internernas sida. Han lät tortera och avrätta ett stort antal misstänkta fångar. I februari 1945 blev Richard Baer kommendant för Dora-Mittelbau och Bischoff utsågs då till chef för lägrets interna Sicherheitsdienst-enhet. Under våren 1945 vidtog Bischoff ytterligare repressiva åtgärder mot tvångsarbetarna och flera tusen avrättades kort innan lägret befriades i april.

### Efter andra världskriget
Efter Tysklands kapitulation i maj 1945 återvände Bischoff till Magdeburg. I januari 1946 greps han av sovjetiska myndigheter och internerades i NKVD:s Specialläger 2, det forna koncentrationslägret Buchenwald i närheten av Weimar. Han hölls fängslad i Specialläger 2 till 1950, då han överflyttades till ett krigsfångeläger i Sibirien. Bischoff och en rad andra tyska krigsfångar frigavs år 1955, efter ett avtal mellan Västtysklands förbundskansler Konrad Adenauer och Sovjetunionens försvarsminister Nikolaj Bulganin. Efter återkomsten till Västtyskland anställdes Bischoff av Tyska Röda korset, där han arbetade inom dess eftersökningstjänst från 1957 till 1965.
År 1967 ställdes Bischoff och två andra SS-officerare, Ernst Sander och Erwin Busta, inför rätta för sina förehavanden i Mittelwerk och Mittelbau-Dora. Rättegången hölls i Essen och varade fram till år 1970. Bischoff åtalades för att ha beordrat massavrättningar och för att ha låtit tortera interner. Bland vittnena vid rättegången fanns den forne krigsproduktionsministern Albert Speer och Wernher von Braun, som utvecklade V-2-raketen. Kort innan domstolens utslag skulle avkunnas i maj 1970 benådades Bischoff och avfördes från rättegången på grund av ohälsa. Västberlins distriktsdomstol inledde kort därefter åtalsförfarande mot Bischoff för hans inblandning i Einsatzgruppens handlingar i Polen, men den rättsliga processen avbröts 1971 i brist på bevis. År 1976 gjordes ett försök att ställa Bischoff inför rätta för misstänkta krigsförbrytelser under hans tid som Gestapo-chef i Posen, men även då avbröts åtalsförhandlingarna med hänvisning till hans bräckliga hälsa. Hermann Bischoff avled i Hamburg den 5 januari 1993.

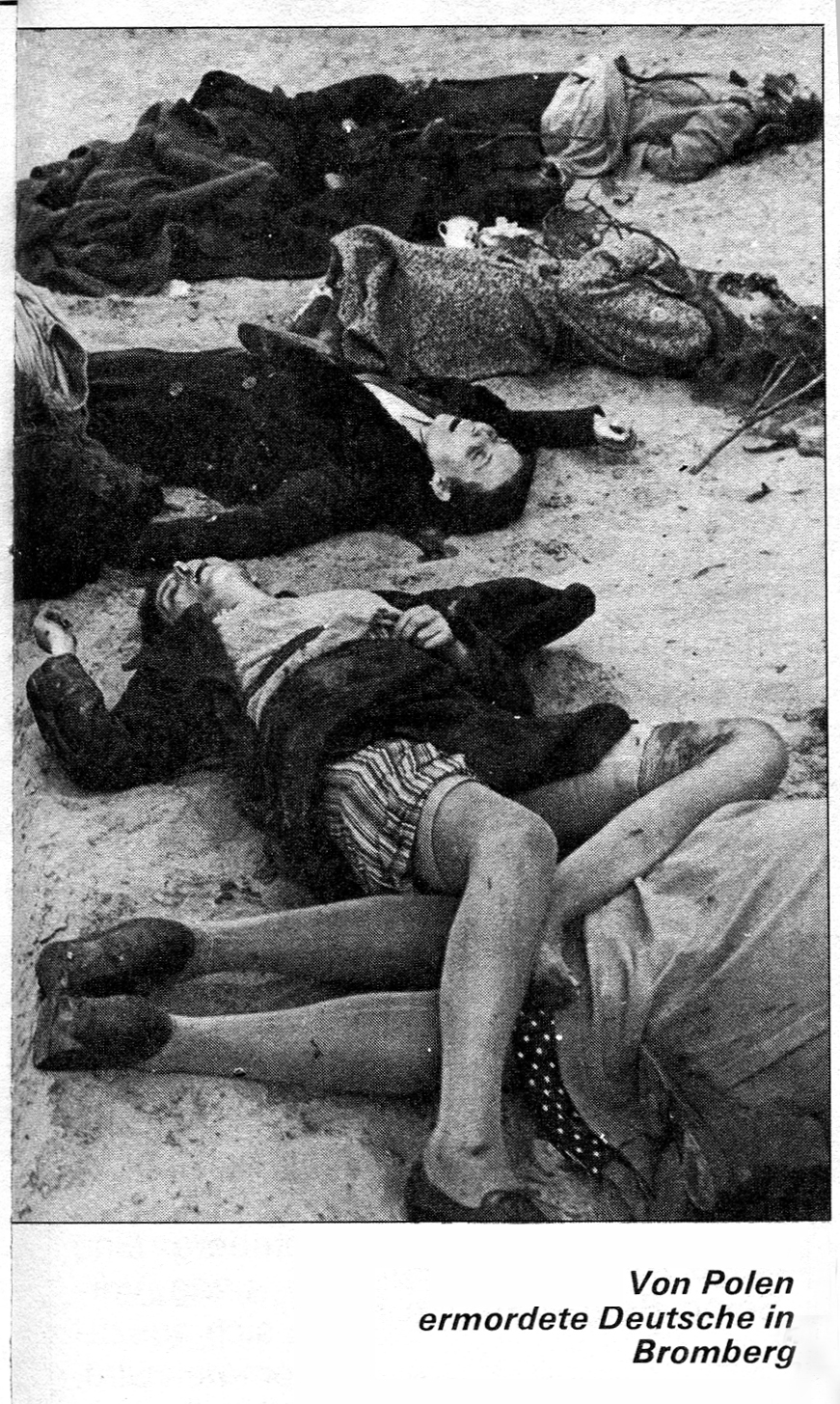
Dödade tyskar i Bydgoszcz under den blodiga söndagen.
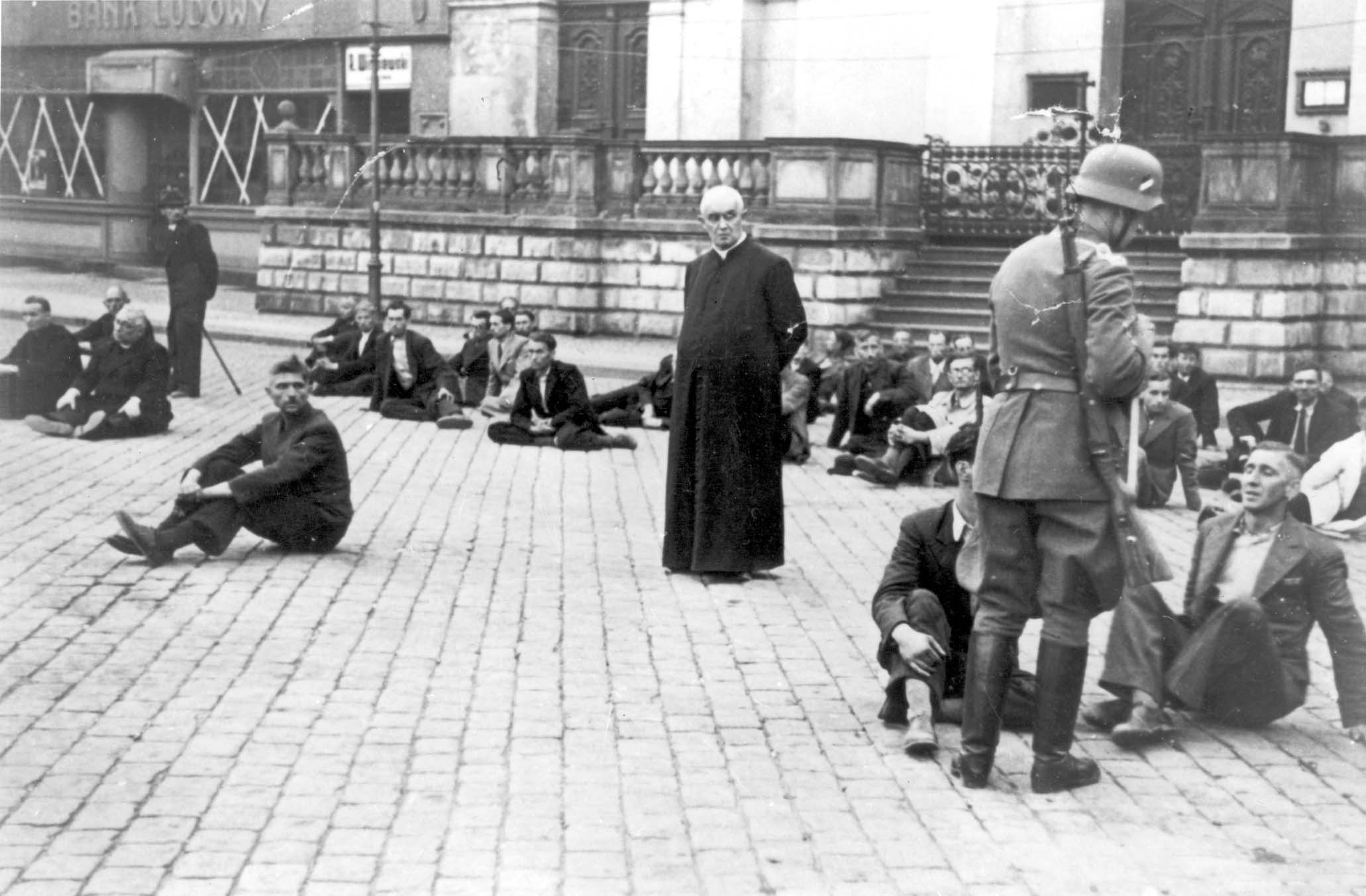
Polsk gisslan i Bydgoszcz.
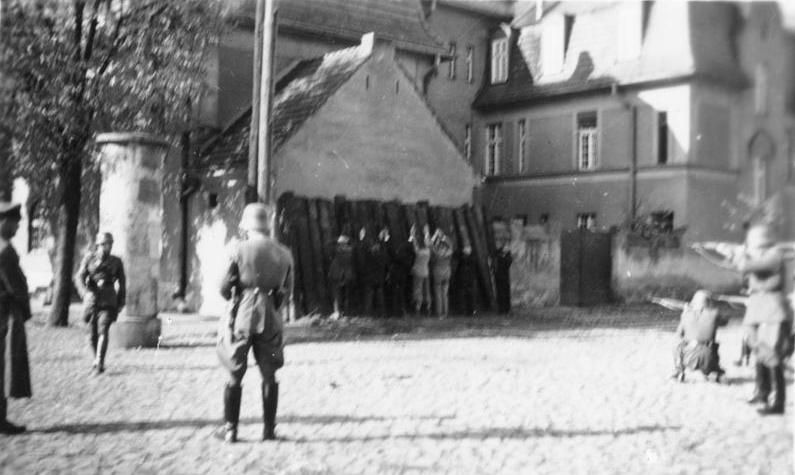
En tysk insatsgrupp arkebuserar polsk gisslan i Kórnik i oktober 1939.
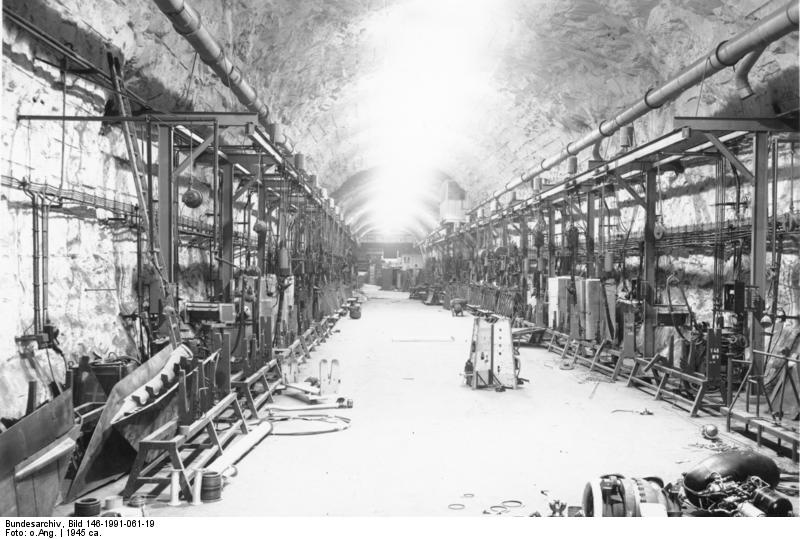
Interiör från en av produktionsanläggningarna i Mittelwerk.